# 花沟镇 (涡阳县)
花沟镇，是中华人民共和国安徽省亳州市涡阳县下辖的一个乡镇级行政单位。

## 行政区划
花沟镇下辖以下地区：
花沟社区、柳树社区、王楼村、邓寨村、孙瓦村、于大村、鲍庙村、姜大村、孙小桥村、杨元村、韩王村、东方村、信辛村、王大村、陈庄村和张老家村。